# Долго Брдо (Любляна)
Долго Брдо (словен. Dolgo Brdo) — поселення в общині Любляна, Осреднєсловенський регіон, Словенія. Висота над рівнем моря: 545,1 м.